# 櫻井勝延
櫻井勝延（1956年1月4日—），日本福島縣南相馬市第二任市長。
他出身福島縣南相馬市原町區，畢業於岩手大學農學部，以務農為業。2010年當選南相馬市市長。
2011年東日本大震災發生後，南相馬市先受海嘯嚴重破壞，復又因福島第一核電站事故，民眾需室內避難。櫻井勝延於3月24日拍攝視頻短片，並上載至YouTube等網站，批評日本政府和東京電力公司「沒有提供充足的信息」，並講述「南相馬市出現食物和汽油短缺，市民已處於彈盡糧絕的狀態」，要求國際各方援助。短片截至2011年4月21日，全球播放次數超過35萬次。他被選為當年的時代百大人物。
震災後，他表明早日退出核電的立場，南相馬市也停止申領因浪江町興建新核電廠，而對週邊地域發放的補助金。

## 略歷
- 2003年3月4日至2005年12月31日 - 原町市議會議員。
- 2006年1月1日至2010年1月10日 - 南相馬市議會議員。
- 2010年1月29日至今 - 南相馬市長。

## 外部連結
- SOS from Mayor of Minami Soma City （页面存档备份，存于）（YouTube）
- The 2011 TIME 100 - Katsunobu Sakurai （页面存档备份，存于） （時代百大人物當選網頁）